# ヨハン・ハルトヴィヒ・エルンスト・フォン・ベルンシュトルフ
ヨハン・ハルトヴィヒ・エルンスト・フォン・ベルンシュトルフ伯爵（ドイツ語: Johann Hartwig Ernst Graf von Bernstorff、1712年5月13日 - 1772年2月18日）は、デンマーク＝ノルウェーの政治家。神聖ローマ帝国出身で、メクレンブルクのベルンシュトルフ家の一員。

## 生涯

### 初期の経歴
ハノーファー選帝侯の侍従であるヨアヒム・エンゲルケ・フォン・ベルンシュトルフ男爵（Joachim Engelke Freiherr von Bernstorff）の息子として、1712年5月13日に生まれた。母方の祖父はジョージ1世の重臣アンドレアス・ゴットリープ・フォン・ベルンシュトルフであり、彼の監督によりヨハンは良い教育を受け、フランス語などを上手に使えたことで後に頭角を現した。
クリスチャン6世の治世で国務大臣を務めたプレッセン兄弟（クリスチャン・ルートヴィヒ・フォン・プレッセン、カール・アドルフ・フォン・プレッセン）の紹介によりデンマーク政界に入った後、1732年にドレスデン（ザクセン選帝侯領）の宮廷への外交使節団の一員として派遣された。1738年以降はホルシュタイン公国代表としてレーゲンスブルクの永続的帝国議会に出席、1744年から1750年までパリ駐在デンマーク大使を務めた後、1754年にデンマークに戻り、外務大臣に就任した。以降はフレデリク5世とその寵臣エーダム・ゴトロプ・モルトケからの支持を受け、21年もの間デンマーク政府の最高位に留まり続けた。

### 首相期と晩年
ベルンシュトルフの主な関心事は外交だった。大北方戦争を終結させた1721年のニスタット条約により、デンマークはシュレースヴィヒ公国のホルシュタイン＝ゴットルプ家領を併合していたが、さらにホルシュタイン公国のホルシュタイン＝ゴットルプ家領の併合も目指した。そのうち、スウェーデン分家のアドルフ・フレドリク（当時はスウェーデンの王位継承者）とは1750年の領土交換で合意したが、本家のピョートル・フョードロヴィチ（ロシアの帝位継承者）とは合意できなかった。この領土問題は北ヨーロッパの勢力均衡にも影響しており、特にロシアがバルト海の覇権国になり、ゴットルプ家を支援している状況ではなおさらだった。スウェーデンもデンマークも優れた政治家の間では2国間の関係改善が急務と認識していたが、積怨がある状態では難しく、ゴットルプ家がデンマークを嫌っていることで問題はさらに複雑になった。
ベルンシュトルフは弱体化したスウェーデンとの同盟を選び、ころころと変わる国際情勢のなかで戦争を回避した。彼はプロイセン王国との援助条約があるにもかかわらず七年戦争で中立にとどまり、1757年9月10日のクローステル・ツェーヴェン協定も仲介した。さらに1758年5月4日にはフランス王国と条約を締結、デンマークが軍勢2万4千をホルシュタインに配置してハンブルク、リューベック、ホルシュタインのゴットルプ家領を侵攻から守る代償として、フランスとオーストリアがデンマークとピョートルの領土交換を支持するとした。しかし、ピョートルがピョートル3世としてロシア皇帝に即位してしまったため、オーストリアは慌てて条約を取り消した。ピョートル3世は即位すると、さっそくデンマークに宣戦布告したが、ベルンシュトルフはピョートル3世の最後通牒をはねつけ、最後までシュレースヴィヒを守るとした。ロシア軍は進軍を続け、デンマーク軍に遭遇する寸前となったが、その矢先にピョートル3世が妻に廃位された報せが届いた。
七年戦争の後、ベルンシュトルフはフランス王の無能を見抜いて、1765年にロシアとの同盟に切り替えた。ロシアとの同盟では両国ともスウェーデン憲法を保証する代償として、女帝エカチェリーナ2世がホルシュタインのゴットルプ家領をオルデンブルク伯領とデルメンホルスト伯領と交換した。同盟締結の功績により、ベルンシュトルフは伯爵に叙された。1766年にクリスチャン7世が即位すると、ベルンシュトルフは外国人優遇などの中傷に晒された。ブリタニカ百科事典第11版ではこれらの中傷が全くの虚構に基づくとしたが、ベルンシュトルフが在任期間を通してデンマーク語を学ばなかったとも記述した。1769年12月13日にロシアと条約を締結し、スウェーデンの憲法改正が開戦事由になると定めたことがベルンシュトルフ最後の功績になり、翌年の1770年9月13日にヨハン・フリードリヒ・ストルーエンセの陰謀により失脚した。
その後はエカチェリーナ2世の招聘を拒否してドイツの領地に戻り、1772年2月18日に死去した。

## 評価
ダンネブロ勲章を授与されたとき、モットーをIntegritas et rectum custodiunt meとしたが、ブリタニカ百科事典第11版はベルンシュトルフが生涯を通じてそれを守り通したと評価した。